# The Pillows
The Pillows (яп. ザ・ピロウズ, рус. дословно: подушки) — японская альтернативная рок-группа, сформировавшаяся в 1989 году. Группа выпустила 22 студийных альбома, несколько EP и музыкальных сборников, а также больше 40 синглов. Вне Японии они хорошо известны как группа, отвечающая за музыкальное сопровождение в аниме FLCL. 1 февраля 2025 года группа объявила о своем официальном распаде

## Музыкальный стиль
The Pillows можно называть как джазовыми исполнителями, с характерными элементами музыки 60-х, так и альтернативщиками. Песни имеют разную тематику, в основном лирика. Обложки музыкальных работ обычно соответствуют стилю 1960-х и 70-х. Савао Яманака, вокалист группы, поёт песни характерно «носовым исполнением», что добавляет своеобразность в музыку группы.

## История

### Формирование и ранние года (1989—1994 года)
В 1989 Кэндзи Уэда, бывший басист из группы Kenzi & The Trips, ушел с бывшим ударником Синъитиро Сато, и пригласил вокалиста Савао Яманаку с целью формирования новой группы.
Так как тогда Яманака только учился играть на гитаре, Ёсиаки Манабэ, гитарист метал-группы Persia, присоединился к ним.
The Pillows была сформирована 16 сентября 1989 года. Название произошло от того, что Савао Яманака веселился в доме Ёсиаки Манабэ, и у него на стене висел плакат британской пост-панк группы Pillows & Prayers, которая и вдохновила его назвать группу The Pillows.
Уэда и Яманака были основными авторами песен. The Pillows выпустила первые EP («Pantomime» и «90’s My Life)» в 1990, издателями которых был Captain Records.
В 1991 году они подписали контракт с лейблом Pony Canyon и выпустили свой первый сингл «Ame ni Utaeba» в мае и полноценный альбом Moon Gold в июне.
В 1992 году The Pillows посетили Великобританию чтобы записать второй альбом, «Kanojo wa Shisuta». Уэда, после релиза «White Incarnation», покинул группу из-за разногласий с другими участниками группы.
Спустя год Савао Яманака занял лидерское место Уэды и вместо него поставил Тацую Касиму на роль басиста, начав все сначала.
В качестве дани уважения, Касима был помечен как приглашённый музыкант в тех песнях, в которых он исполнял роль Уэды и его место официально никто не занимал.
Очень редкий DVD-диск «The Pillows Presents Special CD», который был выпущен только для фанатов группы, содержал первые записи песен с Касимой.
В 1994 году The Pillows поменяли своего партнера на King Records и группа стала экспериментировать с музыкальными жанрами.
В июле The Pillows выпустили свой альбом «Kool Spice» как трио, а через месяц был выпущен сингл «Daydream Wonder».

### Первые достижения и FLCL (1995—2000 года)

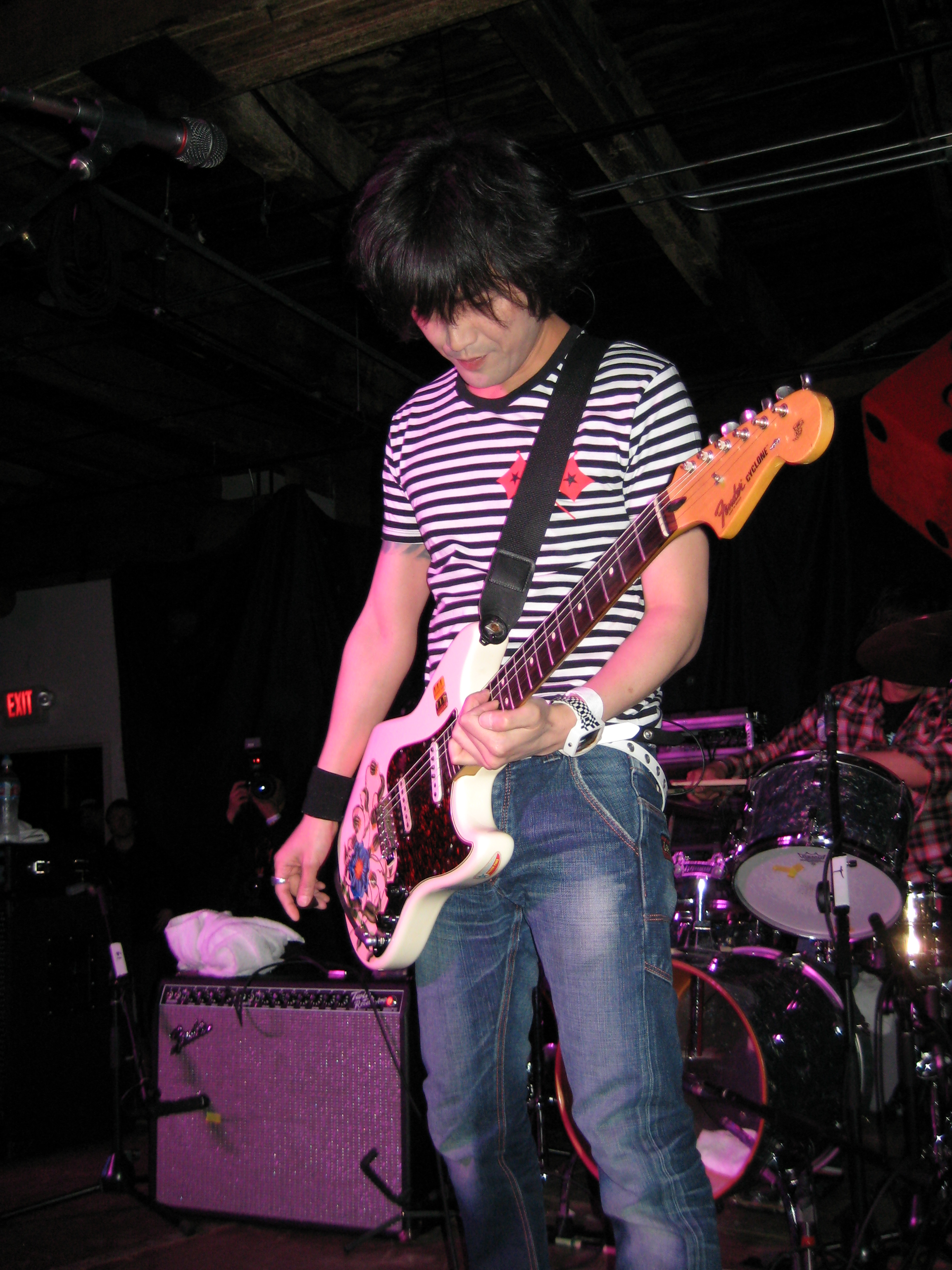
Яманака играет на гитаре в Сиэтле на концерте во время тура Delicious Bump Tour, 2008 год.

В марте 1995 года The Pillows выпустили их четвёртый альбом, «Living Field». Их следующий сингл, «Girlfriend», был использован в фильме «Love Letter».
В следующем году, после релиза их пятого сингла «Tiny Boat», The Pillows выпустили серию синглов «Strange Chameleon», «Swanky Street» и «Trip Dancer», которые были прорывными для группы и которые были собраны и выпущены в альбоме «Please Mr. Lostman».
В марте того же года, вследствие успеха «Please Mr. Lostman», The Pillows выпустили один из треков альбома, «Kanojo wa Kyou», в качестве сингла.
Позже, в том же году, они выпустили два новых сингла: «One Life» в июне и «Hybrid Rainbow» в ноябре, который стал одной из самых популярных песен группы.
В январе 1998 года The Pillows выпустили их двенадцатый сингл «Another Morning» и запись их концерта «Hello, Welcome to Bubbletown’s Happy Zoo». Последние три сингла были выпущены как дополнение к их шестому альбому «Little Busters», который вышел в феврале и стал одним из лучших как в коммерческом, так и творческом плане. Последующие два сингла «Instant Music» и «No Self Control» были также использованы в альбоме «Runners High», выпущенном в 1999 году.
1999 год начался с релиза альбома «Runners High» и, чтобы отпраздновать десятилетие группы, The Pillows выпустили их первый сборник видеоклипов на DVD, «We Have a Theme Song», в дополнение к нему были выпущены два сингла «Carnival» и «Rush», которые были включены в альбом «Happy Bivoac». Этот альбом является данью уважения группе Pixies в таких песнях, как «Back Seat Dog» и «Kim Deal». Это был первый альбом, в котором басист Касима был заменен на Дзюна Судзуки.
В этом же году The Pillows сблизились с аниме-студией Gainax, которая лицензировала три их альбома для аниме FLCL. The Pillows также написали две новые песни для этого аниме, «Ride on Shooting Star» и «I Think I Can», которые были включены в альбом их песен-хитов «Fool on the Planet».
Из-за причастия к музыкальному сопровождению в аниме FLCL, The Pillows получали все большую огласку, потому их западная фан-база начала расти. Это позволило им выпустить песню «Ride on Shooting Star» в США в 2000 году, а потом проводить там туры.

### Начало 2000-х годов, пятнадцатилетие группы и дебют в США (2001—2006 год)
После релиза FLCL, The Pillows выпустили их первый альбом с песнями-хитами «Fool on the Planet» в 2001 году, а также DVD-диск «Busters on the Planet» и новый альбом «Smile».
В 2002 году аниме FLCL стало доступно в США, давая группе все большую популярность вне Японии. В октябре того же года десятый альбом «Thank You, My Twilight» был выпущен вместе с DVD-коллекцией «Another Morning, Another Pillows», следуя за синглом «White Summer and Green Bicycle, Red Hair with Black Guitar».
В 2003 году The Pillows выпустили второй сборник видеоклипов на DVD, «Dead Stock Paradise», сингл «Terminal Heaven’s Rock» и ещё один альбом, «Penalty Life», который был выпущен в США в 2005 году компанией Geneon.
Чтобы отпраздновать пятнадцатилетие группы, The Pillows перевыпустили их EP «90’s My Life» с дополнительными песнями и добавили немного нового материала: новый EP «Turn Back» с перезаписанными песнями, которые были выпущены в 1990—1996 годах, документальный фильм «Walkin' on The Spiral», новый студийный альбом «Good Dreams», сингл «Sono Mirai wa Ima», и альбом «Synchronized Rockers», включающий в себя каверы песен за авторством Mr. Children, Straightener и Noodles.

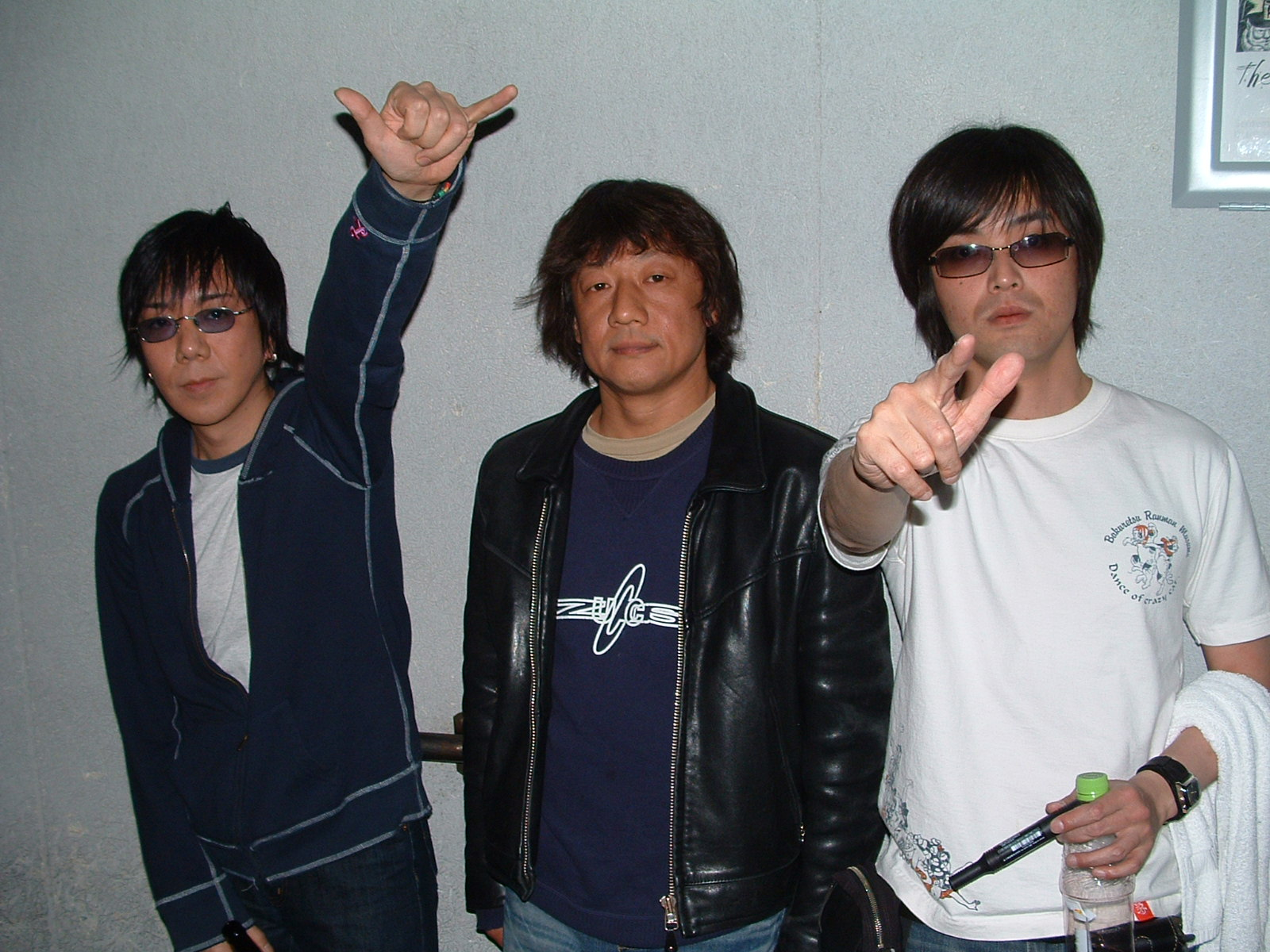
The Pillows в 2005 году. Слева направо: Манабэ, Сато, Яманака.

В январе 2005 года The Pillows выпустили DVD-диск «916», в котором есть моменты из их концерта в честь пятнадцатилетия.
В марте 2005 года The Pillows впервые сыграли в «South By Southwest» США, штате Техас, Остин, до этого сыграв в Нью-Йорке и Сан-Франциско. В сентябре группа выпустила DVD-диск «Delicious Bump Tour in USA», включающий моменты из их первого тура в США с группой Noodles, также в этом диске был новый сингл «Non Fiction». В ноябре они выпустили второй сингл, «The Third Eye». Оба сингла были использованы в их следующем альбоме, «My Foot».
В феврале 2006 года, для продвижения их тура альбома «My Foot», они выпустили песню «Gazelle City». Альбом был выпущен в США в июле 2006 компанией Geneon, и фанатов у группы было все больше и больше.
В июне The Pillows вернулись в Северную Америку чтобы прорекламировать их альбом «My Foot», с несколькими концертами в США и шоу в Мехико.

### Контракт c Avex Trax, двадцатилетие и двадцатипятилетие группы (2007—2014 год)
В 2007 году The Pillows выпустили их 25-й сингл «Scarecrow», который был использован в аниме «Moonlight Mile», и который был выпущен в альбоме «Wake Up! Wake Up! Wake Up!». Этот альбом был первым альбомом, выпущенным с лейблом Avex Trax.
В августе группа выпустила ещё один сингл «Ladybird Girl», который был использован как главная песня в японской версии Ben 10.
В ноябре The Pillows выпустили сборник «Lostman Go to Yesterday», содержащий пять синглов, а также все синглы, выпущенные вместе с лейблом King Records и 21 музыкальное видео. В этот же день они выпустили их пятый DVD-диск, «Lostman Go to America», содержащий отснятый материал из их тура по Америке.
В январе 2008 года группа выпустила ещё один DVD «Wake up! Stand up! and Go!», в котором был материал из их тура Wake Up! Tour и сингл «Tokyo Bambi». В мае был выпущен сингл «New Animal» и он, вместе с двумя предыдущими синглами, был выпущен в 15 по счету альбоме «Pied Piper».
Группа вернулась в США и начала ездить по её штатам, начиная с Лос-Анджелеса. Позже они посетили SXSW, Сан-Франциско, Сиэтл, Нью-Йорк и Anime Boston, где они сыграли перед пятитысячной толпой.
В том же году, легендарная британская рок-группа Oasis предложила сыграть The Pillows в начале их концерта в Японии, но Яманака отказался. В январе он пошутил про этот случай в интервью для Japanzine, сказав, что он «отказался от предложения, чтобы у него была смешная история, которую можно рассказать.»
В 2009 году, с целью празднования будущего 20-летия группы, The Pillows выпустила серию релизов, названную «Late Bloomer Series». Она включала два DVD: «Pied Piper Go to Yesterday» и «Blue Song With Blue Poppies», два альбома-хита «Rock Stock & Too Smoking the Pillows» и «Once Upon a Time in the Pillows», сингл «Ameagari ni mita Maboroshi» (включенный в 16-й альбом «OOPArts (Out of Place Artifacts)») и позже в DVD про их концерт в честь шестнадцатилетия, «Lostman Go to Budokan», выпущенном в следующем году.
16 сентября The Pillows впервые провели концерт в легендарном Nippon Bukodan Arena в честь двадцатилетия группы. Запись этого концерта была выпущена в 2010 году в их девятом DVD, «Lostman Go to Bokudan», который вышел в двух изданиях. Лимитированное издание также включало в себя документальный фильм и специальный альбом. В 2010 году The Pillows записали «Rodeo Star Mate», который стал их тридцатым синглом и опенингом для аниме Stitch — Itazura Alien no Daibouken.
В июне The Pillows выпустили их десятый DVD, «Parts of OOParts», содержащий видео из их тура OOParts Tour. Затем в декабре был выпущен сингл «Movement».
В январе 2011 года The Pillows выпустили их 17-й альбом «Horn Again», в нём также были ранее выпущенные синглы. В феврале The Pillows выпустили первый сингл в этом году, «Tabasco Disco». В июне того же года The Pillows записали «Comic Sonic» как эндинг для аниме Sket Dance.
В сентябре The Pillows и Noodles прошли с туром по США. Они выступили вместе в Лос-Анджелесе, Нью-Йорке, Сан-Франциско и Техасе.
В октябре они выпустили DVD «Born Again», в котором было видео из тура Horn Again Tour, и в декабре они выпустили сингл «Energia»
18 января 2012 года The Pillows выпустили альбом «Trial» и в тот же день выпустили DVD «We Are Friends», в котором была запись тура 2011 NAP Tour in America with Noodles. В июне группа выпустила DVD «Real Trial» в поддержку тура Trial.
The Pillows решили отпраздновать свое двадцатипятилетие также, как они отпраздновали свое двадцатилетие. Они выпустили серию материалов «Never Ending Story», в ней были DVD и Blu-Ray диски, три сингла («Future», «Happy Birthday», «About a Rock’n’Roll Band») и их 19-тый альбом «Moondust». Группа также выступила три раза в 2014 году, каждое шоу показывало «эру» их песен: их выступление с Кэндзи Уэдой, экспериментальный джаз из «Kool Spice» и «Living Fields», и их текущий стиль из «Please Mr. Lostman».

### Новые сезоны FLCL и распад группы (2015 — 2025).
Cледуя за концом компании «Never Ending Story», The Pillows начали тур Moondust Light for You в начале 2015 года в поддержку альбома «Moondust». В мае 2015 года группа анонсировала, что басист Дзюн Судзуки был уволен из-за «плохого поведения». В этом анонсе Яманака также говорил о возможности существования группы без басиста. На место Судзуки, который пошел формировать свою группу SABAH, The Pillows играли с разными басистами на протяжении всего 2015 года. На этих выступлениях выступали пионеры The Pillows, такие как Кэндзи Уэда и Тацуя Касима. Также на выступлениях были Томояки Миякава (HiGE) и Ёсинори Ариэ (Vola and the Oriental Machine). В 2016 году группа поставила на место басиста Ёсинори Ариэ.
В конце тура Lostman Go to City Tour, в конце 2015 года произошло два анонсирования: The Pillows показали сборник песен «Across the Metropolis», в котором было 22 песни, а также DVD, в котором было 7 музыкальных клипов. Все это было выпущено 2 марта 2016 года, за месяц до релиза 20-го альбома группы, который они анонсировали 26 декабря, в последнем дне тура Lostman Go to City Tour. Альбом был назван «Stroll and Roll», в нём была новая версия «Radio Telegraphy» — изначально записанным вместе с Риоске Сасаки из A Flood of Circle — и «One Glew Under the Cuckoo’s Nest», которая была поставлена в список песен в Lostman Go to City Tour. Альбом был выпущен 6 апреля, в нём есть песни, в которых участвовали Кэндзи Уэда, Тацуя Касима, Ёсинори Ариэ, Томоёки Миякава и друг Савао Яманаки по прошлой музыкальной группе The Predators, Джиро (Glay). Также The Pillows анонсировали, что альбом "Stroll and Roll "не будет выпущен с лейблом Avex Trax, так как группа заключила контракт с лейблом Савао Яманаки (Delicious Label) и лейблом King Records. Сборник «Across the Metropolis» стал последним релизом для лейбла Avex Trax. The Pillows сделали 27-ми дневной тур в поддержку альбома «Stroll and Roll», который проходил с 6 мая по 22 июля. Последнее шоу в Zepp Tokyo было записано и выпущено на DVD/Blu-Ray 23 ноября.
3 июля 2016 года The Pillows анонсировали, что они напишут музыкальное сопровождения для двух новых сезонов аниме FLCL, которые были выпущены в 2017—2018 году. На последнем дне тура Stroll and Roll, Савао Яманака анонсировал, что написал 8 новых песен, и что одна из них уже записана и что эти песни будут использованы в новых сезонах FLCl. Casablanca, новая музыкальная группа, в которой состоит Савао Яманакa, Йоко из группы Noodles и Кусубэ Синъя из группы Radio Caroline дебютировали 29 августа, в день 13-летия группы Red Cloth, в этот же день они выпустили свой первый альбом «Another Story».
Новая песня The Pillows, «Be Wild», была использована в рекламе для рестлера Эри Тосаки, которая выиграла золотую медаль в женском фристайле в весе 48 кг на Летних Олимпийских Играх 2016 года. Сама Тосака является фанатом The Pillows.
11 ноября 2016 года The Pillows анонсировали предстоящий релиз цифрового сингла «Be Your King». В тот же день они анонсировали альбом «Nook in the Brain» — релиз был намечен на 8 марта 2017 года. Тур в поддержку альбома был намечен с 5 мая по 22 июля 2017 года.
«Nook in the Brain» включает в себя «Be Your King» и «Be Wild». Яманака прокомментировал, что альбом покажет новый звук группы, отличающегося от прежних альбомов.
С анонсом 2 и 3 сезона аниме FLCL в 2017 году ожидалось, что The Pillows вернутся для исполнения музыки в культовом аниме FLCL. Следуя за релизом 2 сезона FLCL компания Adult Swim проспонсировала тур в США для The Pillows, а также для группы Noodles.
5 сентября 2018 года Toho выпустила четвёртый саундтрек из аниме FLCL, названным «Fool on Cool Generation». Коллекция включает в себя 14 песен, написанные The Pillows, а также песни из «FLCL Progressive» и «FLCL Alternative».
The Pillows выпустили 22-й студийный альбом, «Rebroadcast», в сотрудничестве с лейблом King Records и Delicious Label 19 сентября 2018 года. Лимитированное издание также включает в себя видео из тура по США «Mono Me You Sun Tour».
В марте 2019 года The Pillows анонсировали свое участие в альбоме для празднование пятнадцатилетия UNISON SQUARE GARDEN как группа, отвечающая за кавер песни «Shoegazer Speaker». Песня была выпущена 24 июля.
В мае 2019 года The Pillows анонсировали, что их новая песня «Happy Go Ducky!» будет использована как опенинг для аниме Ahiru no Sora.
Чтобы отпраздновать свое тридцатилетие, фильм Ousama ni Nare (перевод: Стань королем) c музыкой и историей за авторством Савао Яманаки вышло в Японии осенью 2019 года.
The Pillows также арендовали музей в свою честь, они назвали его «The Pillows museum: Buster’s Diner». Действие происходило в винтажном американском баре, наполненным отсылками на группу. Магазин продавал песни из аниме FLCL. Музей был открыт с августа по сентябрь 2019 года.
1 февраля 2025 года, The pillows объявила о своем официальном распаде после выступления в KT Zepp Yokohama 31 января.
В своём заявлении на английском языке группа поблагодарили фанатов за их поддержку на протяжении последних 35 лет.

## Логотип и Маскот
Игрушка Бунтарь был маскотом The Pillows с 1998 года, когда группа в поездке в Лондон увидела «гротескного и страшно выглядящего куклу медвежонка». С тех пор она всегда использовалась в рекламе, постерах для альбомов и товаров (футболок и браслетов). Бунтарем он был назван вслед за альбомом «Little Busters». The Pillows также называют своих фанатов «little busters» (перевод: маленькие бунтари). Куклу Бунтаря можно заметить в рекламе для песни «Hybrid Rainbow», а также на DVD-диске «Hello, Welcome to Bubbletown’s Happy Zoo (Instant Show)».

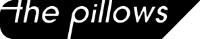
Логотип группы, остаётся неизменным с 1998 года.

В интервью Савао Яманака прокомментировал причину, почему они выбрали именно куклу Бунтаря, и что она представляет для группы: «Сперва кукла была сделана из очень грязного пуха, также она имела глаз и язык, словно настоящие. Второй глаз был пуговицей и он вечно шатался, словно наэлектризованный. Мы все ещё не понимаем почему эта кукла была в магазине на первых полках, потому что она не выглядит притягающе, но, кажется, это было чьей-то шуткой или работа какого-то художника и нам это показалось интересным. Так что мы использовали этого мишку как рисунок на наших куртках, и во время нашего тура мы подумали сделать рисунок и на футболках, так что мы дали эту идею нашему дизайнеру. Сначала это выглядело мило, но как только ты начинал всматриваться, ты начинал замечать его острые зубы, словно он может накинуться и укусить тебя. Поэтому эта идея вроде милого, но одновременно страшного очень подходила нашей музыке.».

## Текущий состав
- Савао Яманака (яп. 山中 さわお Yamanaka Sawao) — вокалист, ритм-гитарист, автор песен.
- Ёсиаки Манабэ (яп. 真鍋 吉明 Manabe Yoshiaki) — гитарист.
- Синъитиро Сато (яп. 佐藤 シンイチロウ Satō Shin’ichirō) — барабанщик.

### Сессионные музыканты
- Ёсинори Ариэ (яп. 有江嘉典 Arie Yoshinori) — бас-гитарист (с 2015), участник Vola and the Oriental Machine.

### Бывшие сессионные музыканты
- Тацуя Касима (яп. 鹿島 達也 Kashima Tatsuya) — бас-гитарист (1992—1999), бывший участник SUPER BAD、Tetsu 100％.
- Дзюн Судзуки (яп. 鈴木 淳 Suzuki Jun) — бас-гитарист (1999—2015), бывший участник The chewinggun weekend, участник SABAH.

### Бывшие участники
- Кэндзи Уэда (яп. 上田 ケンジ Ueda Kenji) — бас-гитарист (1989—1992)

## Дискография

### Альбомы
- Moon Gold (1991.6.21)
- White Incarnation (1992.5.21)
- Kool Spice (1994.7.2)
- Living Field (1995.3.24)
- Please Mr. Lostman (1997.1.22)
- Little Busters (1998.2.21)
- Runners High (1999.1.22)
- Happy Bivouac (1999.12.2)
- Fool on the planet (2001.2.7)
- Smile (2001.10.31)
- Thank You, My Twilight (2002.10.23)
- Penalty Life (2003.11.6)
- Good Dreams (2004.11.3)
- My Foot (2006.1.12)
- Wake up! Wake up! Wake up! (2007.5.2)
- Pied Piper (2008.6.25)
- OOPARTS (2009.10.14)
- Horn Again (2011.1.26)
- Trial (2012.1.18)
- Moondust (2014.10.22)
- Stroll and Roll (2016.4.6)
- Nook in the Brain (2017.3.8)
- Rebroadcast (2018.9.19)

### Мини-альбомы
- Pantomime (1990.5.21)
- 90's My Life (1990.10.25)
- The Pillows Presents Special CD (1993.08.20)
- Turn Back (2004.6.23)

### Сборники
- Fool on the Planet (2001.2.7)
- Another Morning, Another Pillows (2002.10.23)
- Lostman Go To Yesterday (2007.11.14)
- Once upon a time in the pillows (2009.06.03)
- Rock stock&too smoking the pillows (2009.06.03)
- BOOTLEG THE PILLOWS 1992—1993 (2014.10.14)
- Across the Metropolis (2016.03.02)

### Сборники (совместно с другими музыкантами)
- Respectable Roosters (1999)
- Life Is Delicious (2001)
- Beat Offenders (2002)
- Synchronized Rockers (シンクロナイズド・ロッカーズ, альбом-посвящение, 2004)

### Синглы
- Ame ni Utaeba (1991)
- Kanojyo wa Shisuta (1992)
- Daydream Wonder (1994)
- Girlfriend (1995)
- Tiny Boat (1996)
- Trip Dancer (1996)
- Strange Chameleon (1996)
- Swanky Street (1996)
- Kanojyo wa Kyou (1997)
- Hybrid Rainbow (1997)
- One Life (1997)
- Another Morning (1998)
- Instant Music (1998)
- No Self Control (1998)
- Carnival (1999)
- Rush (1999)
- Ride on Shooting Star (2000)
- I Think I Can (2000)
- White Summer and Green Bicycle, Red Hair with Black Guitar (2002)
- Terminal Heaven's Rock (2003)
- Sono Mirai wa Ima (2004)
- Non Fiction (2005)
- The Third Eye (2005)
- Gazelle City (2006)
- Scarecrow (2007)
- Ladybird Girl (2007)
- Tokyo Bambi (2008)
- New Animal (2008)
- Ameagari ni Mita Maboroshi (2009)
- Rodeo Star Mate (2010)
- Energiya (2011)
- Happy Birthday (2013.09.16)
- FUTURE (2014.03.29)
- About A Rock 'n' Roll Band (2014.09.17)

### Саундтреки
- К аниме FLCL
  - FLCL No.1 Addict (с Синкити Мицумунэ) (2000)
  - FLCL No.2 King of Pirates (с Синкити Мицумунэ) (2001)
  - FLCL No.3 (2005)
- К аниме FLCL Progressive
  - FooL on CooL generation (2018)

### Концертные альбомы
- NHK live beat '97 (1997.06.25)
- Busters on The Planet (2001.05.05)
- 15th Anniversary Special Live (2005.01.26)
- BLUE SONG WITH BLUE POPPIES (2009.05.20)

### DVD/VHS
- Hello, Welcome to Bubbletown's Happy Zoo (Instant Show) (1998)
- We Have a Theme Song (1999)
- Busters on the Planet (2001)
- Dead Stock Paradise (2003)
- Hello, Welcome to Bubbletown's Happy Zoo (Instant Show) (повторный выпуск на DVD, 2003)
- We Have a Theme Song (повторный выпуск на DVD, 2003)
- Walkin' on the Spiral (2004)
- 916 (2005)
- Delicious Bump Tour in USA (2005)
- Delicious Bump Show!! (совместно с другими музыкантами, 2006)
- Lostman Go to America (2007)